# Obbligato
Nella musica classica europea, un obbligato è una parte strumentale con funzione concertante eseguita da uno o più strumenti. Spesso la dicitura viene preceduta dal nome dello strumento che esegue la parte.
Nella musica vocale, l'obbligato è la parte di uno strumento solista che emergendo dal tessuto orchestrale assume funzione concertante rispetto alle voci. L'archetipo dell'obbligato è costituito in questo caso dal basso continuo chiamato ad accompagnare la voce solista, tipico delle arie e dei recitativi del periodo tardo barocco.
Una parte di violino obbligato si trova nel Benedictus della Messa in Re di Beethoven. Nel corso del XIX secolo lo strumento obbligato è impiegato con particolare frequenza, specie nell'opera lirica. Si pensi ad esempio al flauto nella scena della pazzia di Lucia di Lammermoor (sia nella cadenza apocrifa sia, prima, durante il recitativo).

## Esempi di obbligato
- piccolo obbligato nel trio della marcia Stars and Stripes Forever di John Philip Sousa
- corno obbligato nella Sinfonia n. 5 di Gustav Mahler